# Caledoniscincus
Caledoniscincus är ett släkte av ödlor. Caledoniscincus ingår i familjen skinkar.
Arterna har utan svans en genomsnittlig längd av 40 till 61 mm och de väger 1,6 till 4 g. med undantag av Caledoniscincus atropunctatus som även lever på Vanuatu förekommer alla på Nya Kaledonien. De är dagaktiva. Svanslängden motsvarar nästan 150 procent övriga kroppslängden. Den kan inte kastas av. Honor och hannar har samma storlek med de varierar i kroppsfärgen. Dessa ödlor hittas oftast i regioner med ett tjockt lövskikt. Honor lägger ägg.
Arter enligt Catalogue of Life:
- Caledoniscincus aquilonius
- Caledoniscincus atropunctatus
- Caledoniscincus auratus
- Caledoniscincus austrocaledonicus
- Caledoniscincus chazeaui
- Caledoniscincus cryptos
- Caledoniscincus festivus
- Caledoniscincus haplorhinus
- Caledoniscincus orestes
- Caledoniscincus renevieri
- Caledoniscincus terma